# 巴爾迪維亞角

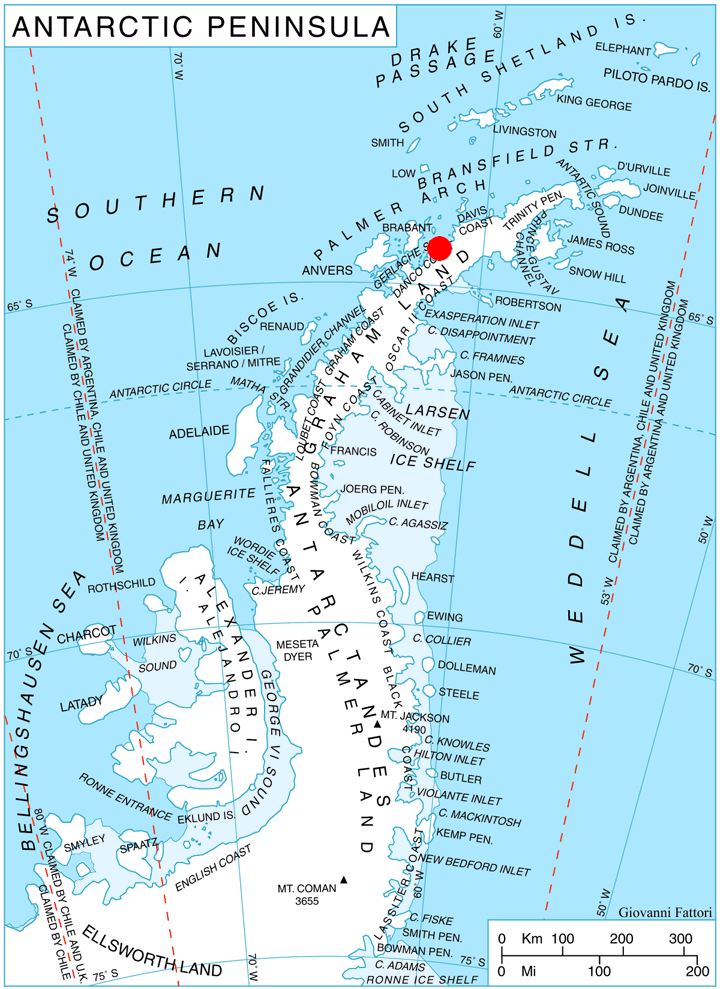

巴爾迪維亞角（英語：Valdivia Point），是南極洲的海岬，位於葛拉漢地的丹科海岸，處於薩爾韋森灣入口處西北面，是帕福爾半島的北端，由瑞典探險隊繪入地圖和命名，現時由南極條約體系管理。